# 기니관박쥐
기니관박쥐(Rhinolophus guineensis)는 관박쥐과에 속하는 박쥐의 일종이다. 코트디부아르와 기니, 라이베리아, 세네갈 그리고 시에라리온에서 발견된다. 자연 서식지는 아열대 또는 열대 건조림과 습윤 저지대 숲, 습윤 산지 숲, 습윤 사바나 지역과 동굴 그리고 기타 지하 서식지이다. 서식지 감소로 위협을 받고 있다.

## 특징
보통 크기의 박쥐로 전체 몸길이가 72~87mm이고 전완장이 44~50mm, 꼬리 길이가 23~30mm이다. 발 길이는 8~10mm, 귀 길이는 17~22mm, 몸무게는 최대 11g이다. 털이 길고 부드럽다. 등 쪽은 갈색부터 회색빛 갈색, 밝은 오렌지-갈색까지 다양하지만 배 쪽은 좀더 연한 색을 띤다. 귀는 비교적 짧다.

## 생태
동굴이나 광산 속에 작은 무리를 지어 은신한다. 나무 구멍 속에서 생활하기도 한다. 낮 동안에는 높은 곳에서 무기력 상태로 지낸다. 먹이는 곤충이다.

## 분포 및 서식지
세네갈 남부와 기니, 시에라리온, 라이베리아 북부, 코트디부아르 중서부 지역에 널리 분포한다. 해발 최대 1,400m 이하의 고산 및 아고산 지대, 세네갈과 기니의 저지대 우림에서 서식한다.